# Японски сили за самоотбрана
Японските сили за самоотбрана (ЯСС, на японски: 自衛隊, Джиейтай) е названието на въоръжените сили на Японската империя, основани през 1947 година след края на Втората световна война. В резултат на анти-милитаристичната политика на страната, ЯСС са малки за мащаба на Япония. Общата численост на редовните войски е 240 000 души, което е незначителен процент, съпоставено със 129-милионното население.

## История
Неспособността на Японските имперски въоръжени сили да защитят страната от американските бомбардировки през 1944 и 1945, както и милионите жертви на войната в Тихия океан довеждат до крайно негативно отношение на японците към всичко, свързано с войната. Всички офицери са премахнати от влиятелни позиции, войската е напълно разпусната, оръжейната промишленост е закрита. Забранени стават дори бойните изкуства, а школите за тях са разтурени. Запазени са само полицейските служби, чиято цел е да се поддържа вътрешния ред. Силното пацифистко чувство в обществото намира отражение и в написаната от САЩ конституция от 1947, чийто чл. 9 отхвърля завинаги войната като средство за решаване на международни спорове.

### Съвременен статут
Изстрелването на спътник с ракета Пектусан от страна на Северна Корея през 1998, както и последвалите ракетни и ядрени изпитания през 2006 и 2009 довеждат до разгорещени дебати в японското общество относно ролята на въоръжените сили, и най-вече въпроса за ракетен щит. Япония е напът да въведе в експлоатация система за противоракетна отбрана PAC-3, с наземно и корабно базиране.

## Организация и клонове
Според военната доктрина на Япония, страната трябва да спазва следната политика:
- Спазване на изцяло отбранителна политика;
- Да се избягват стремежите към превръщането на страната в голяма военна сила, която да представлява заплаха за света;
- Забрана за разработване на ядрени оръжия или разполагането на чужди такива на територията на Япония;
- Войската да бъде под цивилно управление;
- Поддържане на споразумения за обща сигурност със САЩ;
- Поддържане на отбранителни способности в умерен мащаб.

Военният бюджет не бива да надвишава 3% от БВП. Около половината от него отива за заплати и социални програми за военните, а останалото е за поддръжка и модернизации. Министър-председателят на Япония е главнокомандващ на ЯСС.

### Видове въоръжени сили
Числеността на Силите за самоотбрана към 2005 е 299 844 души, разпределени както следва:
- Наземни сили за самоотбрана – 200 000 души, включват пет териториални армии и Централен резервен отряд, обединяващ високомобилни експедиционни сили.
- Морски сили за самоотбрана – 44 327 души, включват Флот за самоотбрана с четири ескортни флотилии, морска авиация, подводни сили, логистично командване и пет военноморски окръга.
- Въздушни сили за самоотбрана – 45 517 души, включват Противовъздушно командване с три ПВО отряда и една смесена авиодивизия, Командване за авиационна поддръжка, Тренировъчно командване, Изпитателно и развойно командване и логистично командване.

В посочената обща бройка влизат и 1849 служители на ГЩ.
Военният резерв възлиза на 57 899 души.

## Персонал и бюджет
Съпоставени с населението на страната, ЯСС заемат изключително малък процент. Единствено Индия и Индонезия имат по-малко редовни войници на глава от населението в Азия. Военната служба е доброволна за всички клонове от войската. Наборната служба е забранена със закон. Заради все още силните анти-военни чувства на повечето японци, ЯСС имат проблеми с набирането на военнослужещи. Напускането на военната служба е възможно по всяко време, тъй като всички войскови компоненти са под цивилен контрол. По-старите офицери гледат на по-новите войници като неспособни в сравнение с войниците от имперско време, но средното ниво на физически и интелектуални умения в ЯСС е високо. Физическата подготовка е отлична и включва бойни изкуства като джудо или кендо. Грамотността е задължителна, но във войската рядко влизат японци с висше образование. За разлика от повечето индустриализирани страни, социалните придобивки за военните са почти несъществуващи. Безплатни за тях са само медицинските прегледи и общата физическа профилактика, но интензивното лечение се заплаща. Жилищата за военнослужещите са под общоприетия за развитите страни стандарт.
Бюджетът за отбрана на Япония възлиза на 48,8 млрд. долара за 2008 година, или около 1% от БВП. С това Япония се нарежда на едно от челните места по разходи за отбрана. По-голямата част от харчовете са за модернизация и поддръжка на оборудване, както и разработване на нови оръжия.

## Оборудване

### Сухопътни сили
- Танкове: 876
- БМП: 70
- БТР: 560
- Самоходна артилерия: над 320
- Буксируема артилерия: 480
- Леки бронирани машини: над 1800
- Самоходни зенитно-артилерийски комплекси: 41
- ПЗРК и ЗРК: над 437
- други транспортни вертолети, миномети, камиони

### Военноморски сили
- Ракетни разрушители: 9
- Разрушители: 31
- Вертолетоносци-разрушители: 4
- Ескортни разрушители: 8
- Подводници: 19
- други транспортни съдове и различни видове летателни апарати;

### Военновъздушни сили
- Изтребители: 290
- Учебно-бойни изтребители: 74
- Разузнавателни: 27
- Ранно предупреждение: 13
- други транспортни, въздушни цистерни, вертолети и правителствени

## Контингенти
До 2004 Япония разполага свои мироопазващи контингенти зад граница само след спогодба с ООН. Такива са вече приключилите мисии в Камбоджа и Мозамбик. През 2004 страната разполага контингент в Ирак без такава спогодба, което предизвиква остри критични реакции от страна на умерени японски политици и граждани. Шест офицери от сухопътните войски биват изпратени и в Непал.